# Niederwambach
Niederwambach is een plaats in de Duitse deelstaat Rijnland-Palts, en maakt deel uit van de Landkreis Neuwied.
Niederwambach telt 450 inwoners. De plaats ligt een beetje buiten de belangrijkste verkeersaders ten noorden van Puderbach aan de rand van het natuurpark Rhein-Westerwald.

## Bestuur
De plaats is een Ortsgemeinde en maakt deel uit van de Verbandsgemeinde Puderbach.

## Geschiedenis
De parochie Niederwambach werd voor het eerst genoemd in 1253. De Romaanse Bartholomeuskerk werd gebouwd in de tweede helft van de 12e eeuw (de toren is nog steeds bewaard gebleven). In de loop van de Reformatie in 1556 werd de evangelische dienst ingevoerd. In 1831 werd het te kleine schip afgebroken en werd door de prinselijke Wiedic bouwinspecteur Johann Heinrich Hartmann een classicistische hallenkerk gebouwd. In de jaren 70 werd de kerk ingrijpend verbouwd.
Anhausen ·
Asbach ·
Bad Hönningen ·
Bonefeld ·
Breitscheid ·
Bruchhausen ·
Buchholz (Westerwald) ·
Dattenberg ·
Datzeroth ·
Dernbach ·
Dierdorf ·
Döttesfeld ·
Dürrholz ·
Ehlscheid ·
Erpel ·
Großmaischeid ·
Hammerstein ·
Hanroth ·
Hardert ·
Harschbach ·
Hausen (Wied) ·
Hümmerich ·
Isenburg ·
Kasbach-Ohlenberg ·
Kleinmaischeid ·
Kurtscheid ·
Leubsdorf ·
Leutesdorf ·
Linkenbach ·
Linz am Rhein ·
Marienhausen ·
Meinborn ·
Melsbach ·
Neustadt (Wied) ·
Neuwied ·
Niederbreitbach ·
Niederhofen ·
Niederwambach ·
Oberdreis ·
Oberhonnefeld-Gierend ·
Oberraden ·
Ockenfels ·
Puderbach ·
Ratzert ·
Raubach ·
Rengsdorf ·
Rheinbreitbach ·
Rheinbrohl ·
Rodenbach bei Puderbach ·
Roßbach ·
Rüscheid ·
Sankt Katharinen (Landkreis Neuwied) ·
Stebach ·
Steimel ·
Straßenhaus ·
Thalhausen ·
Unkel ·
Urbach ·
Vettelschoß ·
Waldbreitbach ·
Windhagen ·
Woldert